# يابانيون في ساو باولو
المجتمع الياباني في مدينة ساو باولو

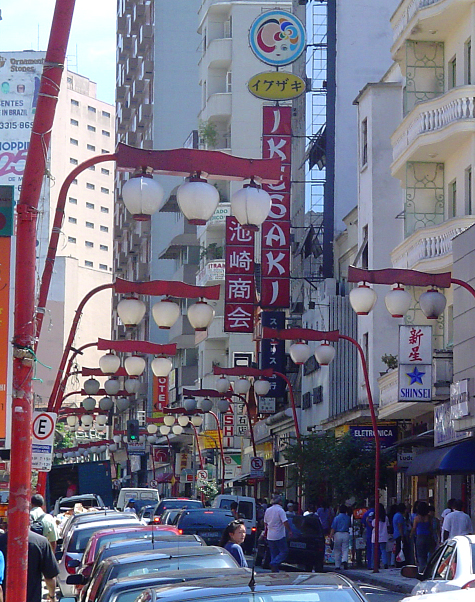
يبردادي

أكبر الشتات الياباني في أي مدينة في ساو باولو. في عام 1958، بلغ عدد السكان في المدينة 120.000 نسمة وبحلول عام 1987، كان هناك 326000 مع 170,000 آخرين في المناطق المحيطة بولاية ساو باولو. اعتبارًا من عام 2007، فاق عدد سكان بولستانو اليابانيين عدد زملائهم في الشتات في كل بيرو، وفي كل المدن الأمريكية الفردية. 

## التاريخ
استقر اليابانيون لأول مرة في Liberdade في عام 1912.

## تجارة
وكامارا دي COMÉRCIO ه الصناع Japonesa دو برازيل (ブラジル日本商工会議所Burajiru نيهون Shōkōkaigisho)، وغرفة اليابانية العرقية التجارة،  لديها مكاتب في اندار. تم افتتاحه في عام 1926. 
خلال الحرب العالمية الثانية التجارة بين البرازيل واليابان قد انخفضت. 

## وسائل الإعلام
في ساو باولو هناك نوعان من المطبوعات اليابانية، و ساو باولو شيمبون ‏ و Nikkey شيمبون ‏ ، سواء نشرت في يبردادي حي. الأولى تأسست في عام 1946 والأخيرة تأسست في عام 1998. يحتوي الإصدار الأخير على إصدار برتغالي، وهو Jornal Nippak ، ولكل من المنشورين مواقع ويب برتغالية. جورنال باوليستا ، الذي أنشئ في عام 1947، و Diário Nippak ، التي تأسست في عام 1949، هي أسلاف نيكي شيمبون.
صرحت تاتيان ماتيوس من O Estado de S. Paulo أنه في فترة ما قبل الحرب العالمية الثانية، كان Nippak Shimbun ، الذي أنشئ في عام 1916 ؛ Burajiru Jiho ، التي أنشئت في عام 1917 ؛ وصحيفتان تأسست في عام 1932، هما نيبون شيمبون وسيشو شينو ، وهما أكثر الصحف اليابانية نفوذاً. تم نشر جميع في ساو باولو. 

## التعليم
يوجد في المدينة مدرسة يابانية دولية ليوم واحد، وهي مدرسة Escola Japonesa de São Paulo («مدرسة ساو باولو اليابانية»)، وتقع في Vila Prel [الإنجليزية] ، كاباو ريدوندو ‏، مقاطعة كامبو ليمبو ‏. افتتحت المدرسة في 14 أغسطس 1967.
اعتبارا من عام 2003، حوالي 33 ٪ من المدارس التكميلية اليابانية في جنوب البرازيل في مدينة ساو باولو. اعتبارًا من عام 2003، كانت جميع مديري مدارس ساو باولو تقريباً من النساء.

### تاريخ التعليم
تم افتتاح مدرسة تايشو، أول مدرسة لغة يابانية في البرازيل، في عام 1915 في ساو باولو. في الثمانينيات، كانت مدارس ساو باولو اليابانية التكميلية أكبر من تلك الموجودة في المجتمعات الأخرى. في عام 1992 كان في منطقة ساو باولو الحضرية 95 مدرسة يابانية، والمدارس في حدود مدينة ساو باولو بها 6916 طالبًا. 
كتب هيرومي شيباتا، طالب الدكتوراه في جامعة ساو باولو، أطروحته "باسم escolas japonesas paulistas (1915-1945)"، التي نشرت في عام 1997. كتب جيف ليسر، مؤلف كتاب التفاوض حول الهوية الوطنية: المهاجرون، والأقليات، والنضال من أجل العرق في البرازيل ، إنها "تشير" إلى أن المدارس اليابانية في ساو باولو "كانت تأكيدًا للهوية البرازيلية نيبو بقدر ما كانت من اليابانيين" القومية ".

## الترفيه والثقافة

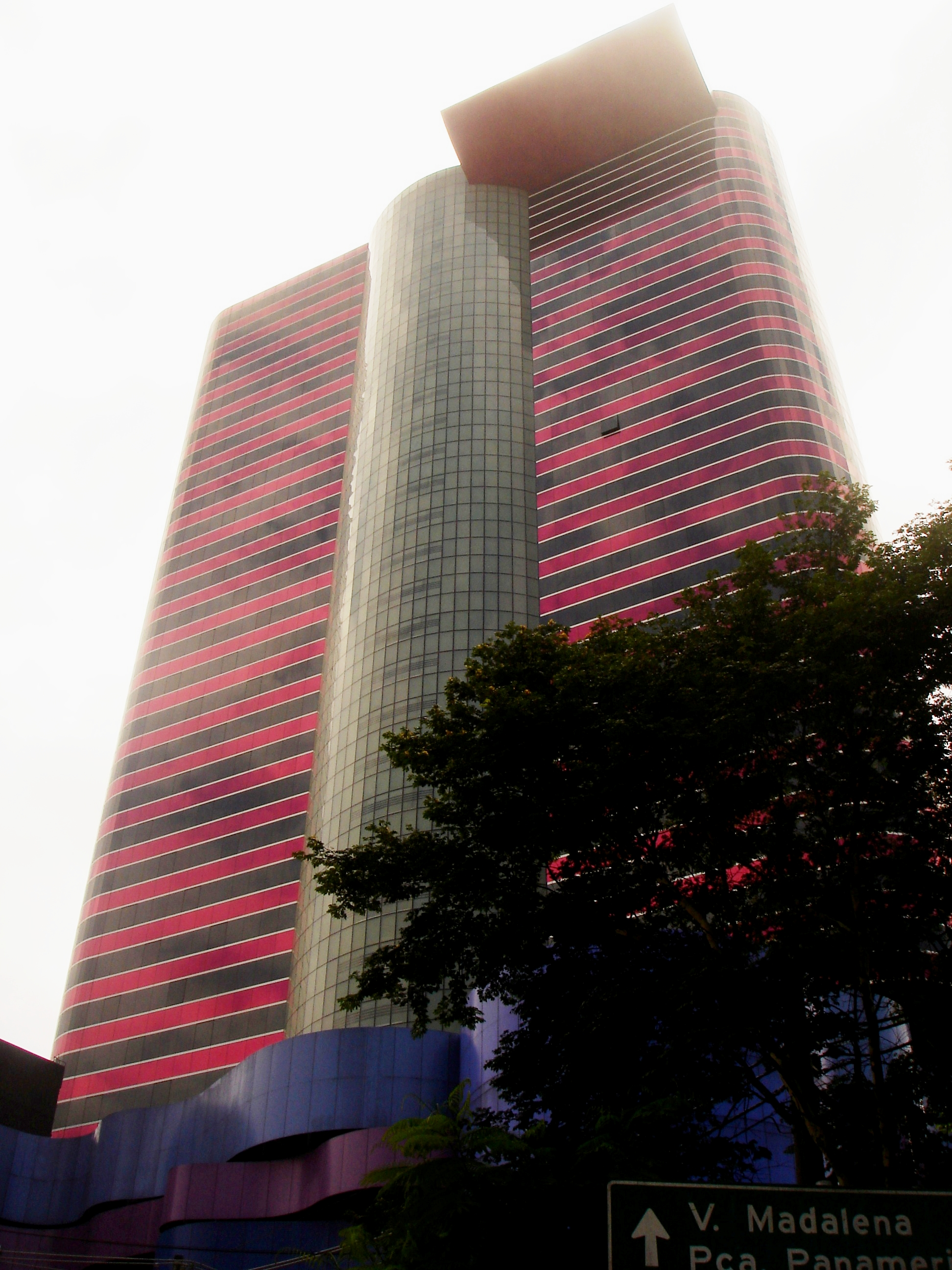
المعهد الثقافي Tomie Ohtake

يقع متحف Histórico da Imigração Japonesa no Brasil (Burajiru Nihon Imin Shiryōkan) في مدينة Liberdade. المعارض على الثقافة البرازيلية اليابانية تشغل طابقين من المتحف. 
يقع Pavilhão Japonês ، وهو نسخة طبق الأصل من قصر Katsura Imperial Palace ، في منتزه Ibirapuera . تم بناء هذا الجناح في اليابان، وتم تقديمه كجزء من احتفالات ساو باولو بالذكرى 400. 
تم افتتاح معهد تومي أوهتاكي ‏ ، وهو معهد ثقافي يشغل طابقين من المبنى، في نوفمبر 2001. كان واحدا من العديد من المباني في ساو باولو التي صممها روي أوتيك، نجل تومي أوهتك. 
كل أبريل يتم عقد Hanamatsuri . كل يوليو يتم عقد Tanabata Matsuri . تقام المهرجانات اليابانية في جميع أنحاء منطقة Liberdade. 

## سكان بارزون
- روي أوهتاكي (مهندس معماري) - كتبت آنا فيتزباتريك، مراسلة مسجلة في The Rio Times ، أن الهندسة المعمارية Ruy Ohtake ، بما في ذلك المعهد والفندق Hotel Unique [الإنجليزية] ، أعطِ «نظرة على الطريقة اليابانية الحديثة للمدينة». [3]

## روابط خارجية
- BUNKYO Sociedade Brasileira de Cultura Japonesa e de Assistência Social (بالبرتغالية) (ブラジル日本文化福祉協会)
- ACBJ Aliança Cultural Brasil، Japão (بالبرتغالية)